# Kim Ki-duk (1934)
Dans ce nom coréen, le nom de famille, Kim, précède le nom personnel.
Pour les articles homonymes, voir Kim Ki-duk (homonymie) et Kim.
Kim Ki-duk, né le 29 septembre 1934 et mort le 7 septembre 2017,, est un réalisateur sud-coréen .

## Filmographie sélective
- 66 longs métrages dont :
  - 1961 : 5inui haebyeong
  - 1967 : Yongary, monstre des abysses
  - 1972 : Cheongchun gyosa